# Planipennia
Planipennia è un raggruppamento di Insetti olometaboli, considerato al rango di ordine secondo alcuni autori e al rango di sottordine dei Neuroptera secondo la classificazione tradizionale.

## Descrizione
Gli adulti dei Planipennia si distinguono nettamente dai Megaloptera per il capo ipognato e per la venatura alare, più ricca di nervature trasversali presso il margine. Le zampe anteriori sono talvolta raptatorie (Fam. Mantispidae) e le ali possono presentare un notevole sviluppo.
Le larve sono in genere terrestri e presentano caratteri morfologici e anatomici singolari, in parte facilmente distinguibili anche occhio nudo. Sono del tipo campodeiforme, provviste di tre zampe cursorie, con il corpo generalmente depresso in senso dorso ventrale e più o meno slargato posteriormente, nella regione addominale.
Gli elementi anatomo-morfologici più caratterizzanti risiedono nell'apparato boccale e nell'apparato digerente. L'apparato boccale delle larve è pungente-succhiante e ha una caratteristica conformazione a forcipe: le mandibole sono prolungate in avanti, arcuate verso l'interno e acuminate; sulla parte ventrale sono percorse da una doccia, sulla quale si adatta il lobo mascellare interno (lacinia), anch'esso prolungato. Le mandibole vengono usate per perforare il corpo della preda e succhiarne i fluidi interni attraverso il canalicolo formato dalle mandibole e dalle lacinie.
L'apparato digerente è caratterizzato dalla chiusura totale dell'apertura boccale e dalla comunicazione diretta dei canalicoli formati dalle mandibole e dai lobi mascellari con l'intestino. Il mesentero è a fondo cieco. Questa particolare struttura dell'intestino è presente solo nelle larve, mentre gli adulti hanno un sistema digerente normale.
Le pupe sono evoiche, ossia si formano all'interno di un bozzolo di seta secreto dai tubi malpighiani delle larve.

## Biologia
Le larve sono predatori sostanzialmente polifagi, talvolta molto attivi al punto di essere impiegate come insetti ausiliari nella lotta biologica. Gli adulti sono glicifagi oppure predatori.

## Sistematica
La posizione sistematica dei Planipennia non è concorde. La sistematica tradizionale include i Planipennia come sottordine dei Neuroptera insieme ai Megaloptera. Gli schemi tassonomici più recenti, tuttavia, trattano il vecchio ordine dei Neurotteri sensu lato come un superordine suddiviso negli ordini dei Megaloptera, dei Rhaphidioptera (corrispondente ai Rhaphididae dello schema tradizionale) e dei Neuroptera (corrispondente ai Planipennia dello schema tradizionale).

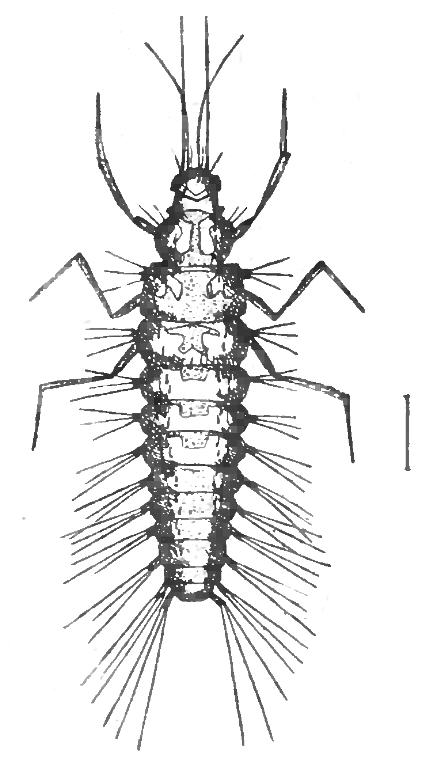
Larva della famiglia Sisyridae.

La suddivisione interna nello schema tradizionale considera alcune superfamiglie, elevate al rango di sottordine nella tassonomia più recente, che si suddividono nelle seguenti famiglie:
- Ascalaphidae
- Berothidae
- Chrysopidae
- Coniopterygidae
- Dilaridae
- Hemerobiidae
- Mantispidae
- Myrmeleontidae
- Nemopteridae
- Nevrorthidae
- Osmylidae
- Sisyridae

La famiglia più rappresentativa è quella dei Chrysopidae, comprendente le comuni crisope, ma è abbastanza nota anche quella dei Myrmeleontidae, comprendente specie di grandi dimensioni, simili a libellule, note con il nome comune di formicaleone.